# 夏宇闻
夏宇闻，是一位中国电子信息工程师。

## 生平
于1968年自清华大学计算机技术与装置专业毕业、于1981年在北京航空航天大学获得通信专业硕士，后考取教育部公派学者先后在新南威尔士大学、悉尼大学留学，回国后在北京航空航天大学电子信息工程学院任教授，退休前主要从事超大规模集成电路、数字系统、电子设计自动化方面的研究和教学。出版有若干集成电路设计、Verilog方面的专著。